# 田中麻希
田中 麻希（たなか まき、11月24日 - ）は、日本のラジオDJ。大阪府出身。

## 来歴
大学卒業後は銀行員として働いていたが、その頃に「この仕事は本当に自分のやりたいことなのだろうか」と悩んでいた。飲食店で流れていたFM802を聴いた時にロックやポップスに出会ったことでラジオを聴くようになった。ラジオをきっかけにライブハウスを訪れるようになり、年間で各地のライブハウスには50回行っていたという。中学・高校時代は吹奏楽に所属していたものの、楽しめていないこともあり、ポップスやロックには疎かったという。
2021年にFM802のDJオーディションに合格し、同年4月に『LNEM 〜エルネム〜』でDJデビュー。

## 人物
愛称は「たまきちゃん」（「タマキちゃん」とも表記）。
学生時代はケーキ屋でアルバイトをしていた。
保育士資格、毛筆・硬筆5段を持つ。

## 出演番組

### 現在
FM802・FM COCOLO
- WEEKEND PLUS（2023年4月 - ） - 2025年4月よりFM COCOLOでも放送[1]。

### 過去
FM802
- LNEM 〜エルネム〜（2021年4月 - 2023年3月）
- Grace Place（2022年9月4日） - 深町絵里の代演
- UPBEAT!（2023年8月8日・2024年2月29日） - 加藤真樹子の代演
- EVENING TAP（2023年8月9日） - 田中乃絵の代演
- FM802 Headline News & Weather Information（木曜午後担当、2024年7月 - 2025年3月）

FM802・FM COCOLO
- DAYBREAK（2025年7月11日） - 西田新の代演